# Giun móc

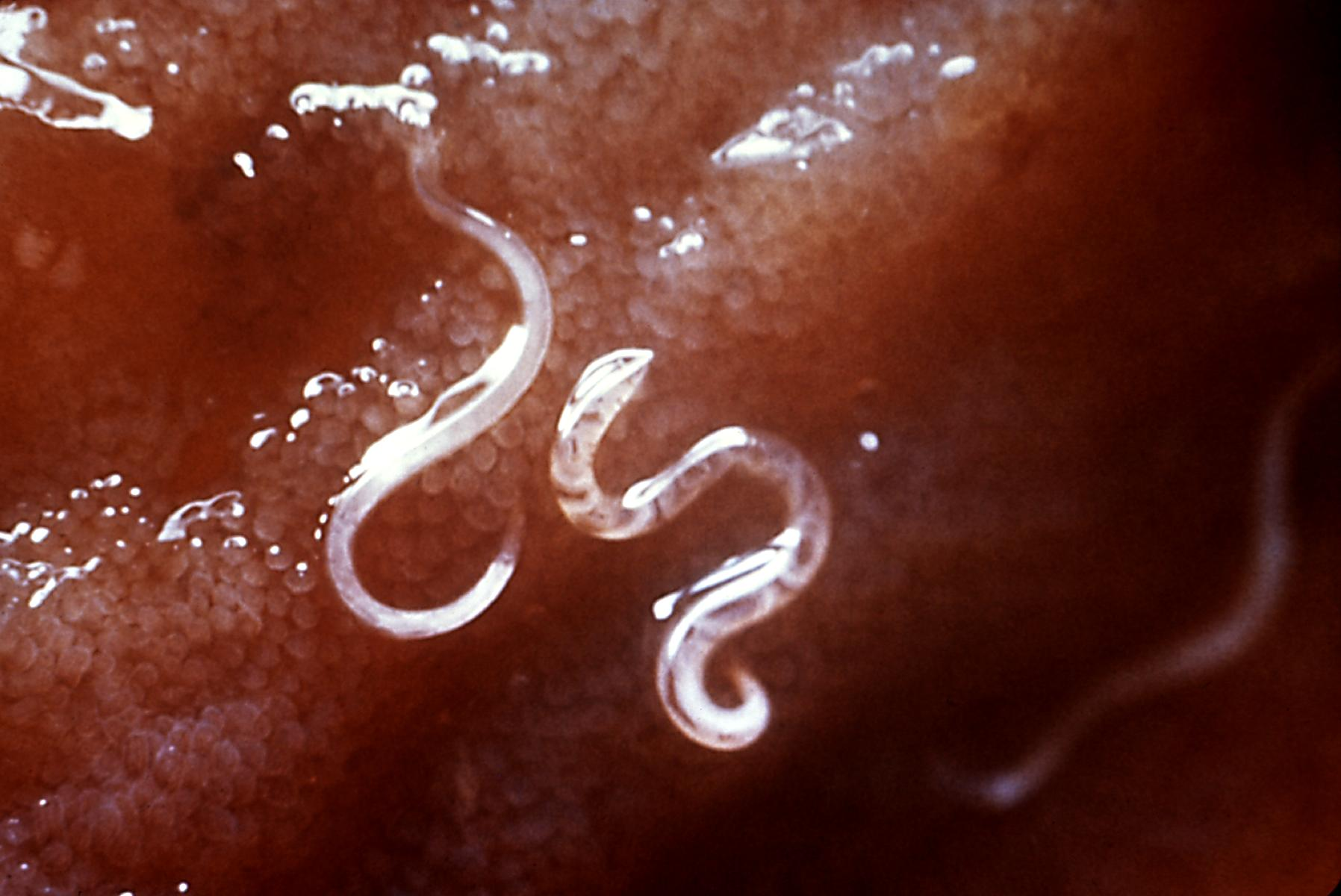
Giun móc

Giun móc là một loài ký sinh trùng thuộc ngành giun tròn. Giun móc sống trong ruột non của vật chủ là động vật có vú như chó, mèo hoặc người. Hai loài giun móc phổ biến ở người là Ancylostoma duodenale và Necator americanus. A. duodenale phổ biến ở khu vực Trung Đông, Bắc Phi, Ấn Độ và khu vực Nam Âu (trước đây) còn N. americanus thì phổ biến ở các nước châu Mỹ, miền châu Phi hạ Sahara, Đông Nam Á, Trung Quốc và Indonesia. Giun móc được cho là gây nhiễm trên 600 triệu người trên khắp thề giới. Loài A. braziliense và A. tubaeforme gây nhiễm cho mèo trong khi loài A. caninum gây nhiễm ở chó. Loài Uncinaria stenocephala gây nhiễm cả chó và mèo.

## Dấu hiệu nhiễm và triệu chứng
Không có triệu chứng hay dấu hiệu chuyên biệt nào để nhận biết việc nhiễm giun móc. Có sự kết hợp giữa viêm đường ruột và gia tăng tình trạng thiếu máu thiếu sắt hay thiếu đạm. Ấu trùng xâm nhập qua da có thể gây khó chịu, ngứa cục bộ, thường bị ở bàn chân hoặc chi dưới, sau đó có thể phát triển thành những tổn thương giống như bị côn trùng cắn, có thể gây phồng rộp da, kéo dài một hoặc vài tuần.
Ấu trùng giun móc ở vật nuôi khi xâm nhập qua người có thể gây cảm giác như phát ban từ ấu trùng di chuyển dưới da. Khi ấu trùng di chuyển xa, để lại vết xâm lấn dần khô và thô. Vùng thương tổn trở nên ngứa dữ dội.
Ho, đau ngực, thở khò khè hoặc sốt có thể xảy ra ở những người tiếp xúc nhiều với ấu trùng. Đau thượng vị, khó tiêu, nôn ói, táo bón hoặc tiêu chảy có thể xảy ra ở giai đoạn nhiễm sớm hoặc trễ mặc dù triệu chứng qua đường ruột có thể cải thiện theo thời gian. Dấu hiệu nhiễm giun nặng là thiếu máu, thiếu đạm, người hốc hác, suy tim, bụng sưng phồng do tràn dịch màng.

## Cách phòng ngừa
Ấu trùng lây nhiễm có khả năng phát triển và tồn tại trong môi trường đất ẩm, nhất là đất cát và mùn. Chúng không thể sống trong đất sét và phân chuồng. Việc phòng ngừa chủ yếu là giữ gìn vệ sinh:
- Không đi ngoài ở những nơi không phải là nhà xí hay nhà vệ sinh
- Không dùng phân người hay nước cống chưa qua xử lý hoặc chất thải từ hầm phân để làm phân bón trong nông nghiệp
- Không đi chân không ở những vùng nghi có nhiễm giun
- Khử giun cho chó nuôi - Giun móc ở chó và mèo hiếm khi phát triển thành dạng trưởng thành ở người

## Xử lý khi nhiễm giun móc
Cách trị nhiễm giun móc phổ biến nhất là dùng thuốc thuộc nhóm benzimidazole, đặc biệt là albendazole và mebendazole. Benzimidazoles diệt giun trưởng thành bằng cách kết vào β-tubulin có ở giun tròn và do đó ức chế phản ứng trùng hợp của những vi thể dạng ống có ở ký sinh trùng. Trong một số tình huống, levamisole và pyrantel pamoate có thể được sử dụng trong điều trị. Nghiên cứu vào năm 2008 của Keiser và Utzinger cho thấy rằng liều duy nhất điều trị nhiễm giun móc cho hiệu quả theo thứ tự là 72% cho albendazole, 15% cho mebendazole, và 31% cho pyrantel pamoate. Kết quả này đã chứng minh cho thấy đề nghị trước đó là đúng: albendazole cho kết quả tốt hơn mebendazole rất nhiều trong việc điều trị nhiễm giun móc. Tổ chức Y tế Thế giới cũng khuyến khích điều trị nhiễm giun móc cho phụ nữ mang thai sau ba tháng. Bệnh nhân thiếu máu thiếu sắt cũng được khuyên nên uống bổ sung 200 mg sắt sulfate ngày ba lần trong quá trình điều trị nhiễm giun sán, cho đến khi chỉ số hemoglobin trong máu trở lại bình thường (có khi đến 3 tháng).
Một số vấn đề quan trọng trong điều trị nhiễm giun móc là tái nhiễm và đề kháng thuốc. Nhiên cứu cho thấy tỉ lệ tái nhiễm sau điều trị có thể rất cao. Một số nghiên cứu chỉ ra rằng tỉ lệ tái nhiễm sau điều trị nhiễm giun móc có thể lên đến 80% sau 30 - 36 tháng trong một số cộng đồng. Trong khi việc tái nhiễm có thể xảy ra, việc điều trị đều đặn cũng được khuyến khích để giảm tối đa khả năng nhiễm mãn tính. Đề kháng thuốc cũng là vấn đề ngày càng dễ lo ngại. Đề kháng thuốc đã xuất hiện đối với những thuốc điều trị nhiễm giun sán được chọn hàng đầu cho vật nuôi nhiễm giun tròn. Giun tròn ở người nói chung khó có thể phát triển đề kháng thuốc do vòng đời sinh sản dài hơn, điều trị ít thường xuyên hơn và việc điều trị có định hướng rõ ràng hơn. Nhưng nhìn chung, cộng đồng trên thế giới cần phải thận trọng để đảm bảo tính hiệu quả cho những thuốc đều trị nhiễm giun sán hiện tại vì không có thuốc thay thế nào mới được phát triển.
Giun móc có thể được trị bằng phương pháp làm lạnh cục bộ khi nhiễm trên da.
Albendazole có hiệu quả điều trị cả trong gia đoạn qua đường ruột và giai đoạn nhiễm dưới da.
Trong trường hợp thiếu máu, bổ sung sắt có thể giúp giảm triệu chứng của thiếu máu thiếu sắt. Tuy nhiên, khi tỉ lệ hồng cầu được khôi phục, việc thiếu hụt những thành phần khác như axit folic và vitamin B12 có thể xảy ra và cũng có thể cần được bổ sung thêm.